# Kim Seon-young
Dans ce nom, le nom de famille, Kim, précède le nom personnel coréen.
Kim Seon-young est une judokate sud-coréenne née le 23 février 1979.

## Biographie
Elle dispute les Jeux olympiques d'été de 2000 à Sydney où elle remporte la médaille de bronze.

## Palmarès

### Jeux olympiques
- Jeux olympiques d'été de 2000 à Sydney
  -  Médaille de bronze en +78 kg[1]

### Championnats d'Asie
- Championnats d'Asie de judo 2000
  -  Médaille d'argent en +78 kg
- Championnats d'Asie de judo 1999
  -  Médaille d'argent en +78 kg
- Championnats d'Asie de judo 1996
  -  Médaille de bronze en open (toutes catégories)